# Ceratozamia matudae
Ceratozamia matudae là một loài thực vật hạt trần trong họ Zamiaceae. Loài này được Lundell mô tả khoa học đầu tiên năm 1939.